# 1332

## Събития
Битката при Русокастро

## Родени
- 27 май – Ибн Халдун, ислямски социолог и историк
- 18 юни – Йоан V Палеолог, византийски император

## Починали
- Андроник II Палеолог, византийски император
- Андроник III Велики Комнин, император на Трапезунд